# Wierzchno (Choszczno)
Pour les articles homonymes, voir Wierzchno.
Wierzchno est une localité polonaise de la gmina mixte de Pełczyce, située dans le powiat de Choszczno en voïvodie de Poméranie-Occidentale. Elle se trouve à environ 16 km au sud-ouest de Choszczno et 64 km au sud-est de Szczecin, la capitale régionale. 

## Géographie

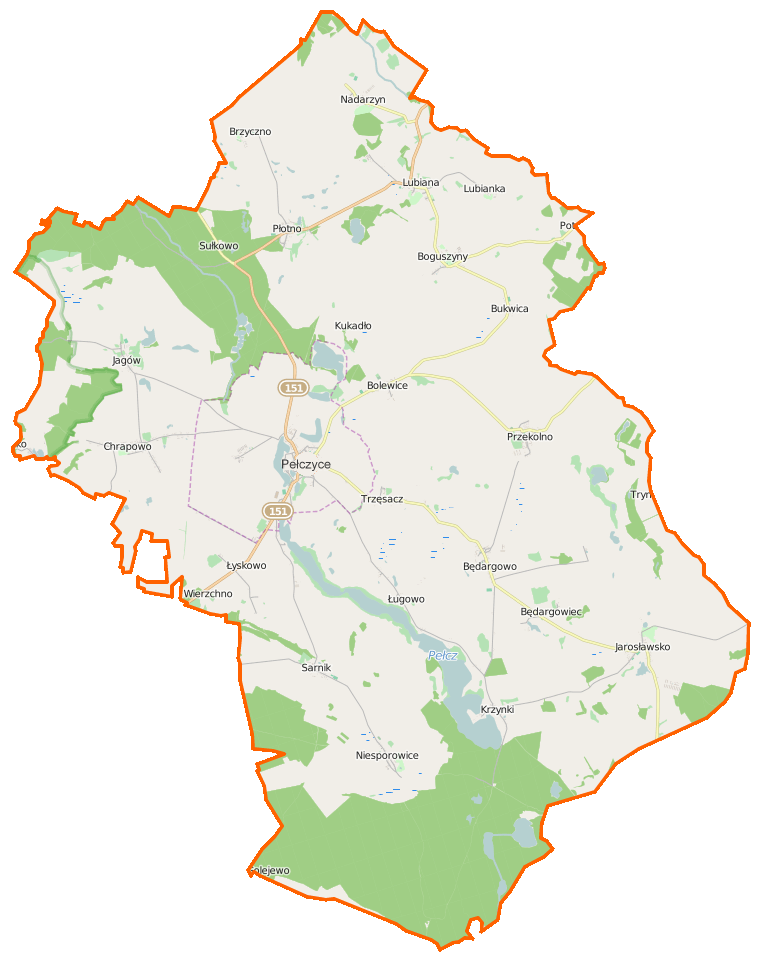
Carte de la gmina de Pełczyce.